# Maitland (Missouri)
Maitland és una població dels Estats Units a l'estat de Missouri. Segons el cens del 2000 tenia 342 habitants.

## Demografia
Segons el cens del 2000, Maitland tenia 342 habitants, 143 habitatges, i 90 famílies. La densitat de població era de 455,3 habitants per km².
Dels 143 habitatges en un 32,2% hi vivien nens de menys de 18 anys, en un 48,3% hi vivien parelles casades, en un 8,4% dones solteres, i en un 36,4% no eren unitats familiars. En el 32,9% dels habitatges hi vivien persones soles el 18,2% de les quals corresponia a persones de 65 anys o més que vivien soles. El nombre mitjà de persones vivint en cada habitatge era de 2,39 i el nombre mitjà de persones que vivien en cada família era de 3,08.
Per edats la població es repartia de la següent manera: un 27,8% tenia menys de 18 anys, un 7,9% entre 18 i 24, un 24,3% entre 25 i 44, un 24,3% de 45 a 60 i un 15,8% 65 anys o més.
L'edat mediana era de 38 anys. Per cada 100 dones de 18 o més anys hi havia 102,5 homes.
La renda mediana per habitatge era de 31.250 $ i la renda mediana per família de 39.500 $. Els homes tenien una renda mediana de 30.250 $ mentre que les dones 18.750 $. La renda per capita de la població era de 13.743 $. Entorn del 6% de les famílies i el 10,9% de la població estaven per davall del llindar de pobresa.

## Poblacions més properes
El següent diagrama mostra les poblacions més properes.